# Relatório MacBride
O Relatório MacBride, também conhecido como "Um Mundo e Muitas Vozes", foi um documento da UNESCO publicado em 1980 e redigido por uma comissão presidida pelo irlandês Seán MacBride, vencedor do prêmio Nobel da Paz. Seu objetivo era analisar problemas da comunicação no mundo em sociedades modernas, particularmente em relação à comunicação de massa e à imprensa internacional, e então sugerir uma nova ordem comunicacional para resolver estes problemas e promover a paz e o desenvolvimento humano.
Entre os problemas identificados no documento, estavam a concentração da mídia, a comercialização da informação e o acesso desigual à informação e à comunicação. Também foi constatado o desequilíbrio gritante dos fluxos de informação entre o primeiro mundo e os países em desenvolvimento. No relatório, comissão propôs uma maior democratização da comunicação e o fortalecimento das mídias nacionais para evitar a dependência de fontes externas, entre outras sugestões.
Apesar de ter recebido forte apoio internacional, o relatório foi condenado pelos Estados Unidos e pelo Reino Unido como um ataque à liberdade de imprensa e à doutrina do livre-fluxo de informações. Em protesto, ambos os países se retiraram da UNESCO (suspendendo, assim, cerca de 30% do financiamento da organização) em 1984 e 1985, respectivamente (e mais tarde retornaram, em 2003 e 1997, respectivamente).

## Comissão MacBride
A Comissão Internacional para Estudo dos Problemas da Comunicação foi instituída em 1977 pelo então diretor-geral da UNESCO Ahmadou-Mahtar M’Bow, sob sugestão da delegação dos EUA. Concordou-se que a comissão seria presidida por Seán MacBride da Irlanda e mais representantes de 15 outros países, convidados devido aos seus papéis em atividades de comunicação internacional e nacional e escolhidos entre ativistas de mídia, jornalistas, acadêmicos e gestores de mídia.
Os membros da Comissão MacBride eram:
- Alie Abel (EUA)
- Hubert Beuve-Méry (França)
- Elebe Ma Ekonzo (Zaire)
- Gabriel García Márquez (Colômbia)
- Serguei Losev (União Soviética)
- Mochtar Lubis (Indonésia)
- Mustapha Masmoudi (Tunísia)
- Michio Nagai (Japão)
- Fred Isaac Akporuaro Omu (Nigéria)
- Bogdan Osolnik (Iugoslávia)
- Gamal El Oteifi (Egito)
- Johannes Pieter Pronk (Holanda)
- Juan Somavía (Chile)
- Boobli George Verghese (Índia)
- Betty Zimmerman (Canadá)

A comissão apresentou um relatório preliminar em outubro de 1978 durante a 20ª Conferência Geral da UNESCO em Paris. O texto final foi entregue a M’Bow em abril de 1980 e aprovado por consenso na 21ª Conferência Geral da UNESCO em Belgrado. A comissão se dissolveu após apresentar o relatório.